# Ритуал (роман Дяченко)
«Ритуал» — роман Марины и Сергея Дяченко, сочетающий в себе признаки романтического, лирического, психологического, сказочно-мифологического фэнтези.
Жанр «Ритуала» близок к волшебной сказке, однако при этом «Ритуал» представляет собой текст-«перевёртыш»: душевно развитый и тонко чувствующий дракон влюбляется в совсем не прекрасную принцессу и оказывается жертвой древнего проклятия и человеческой подлости. Несмотря на кажущуюся простоту такого сюжета, он сложен для исполнения, и в том, что такая история оказалась увлекательной, проявился профессионализм авторов. Роману «Ритуал» присуща философичность, гуманистическая направленность, ориентация на нравственную проблематику, лирически-ироничная интонация.
К этому произведению не было проявлено особого внимания, и наград оно не получило. Для развлекательного чтения роман оказался слишком сложным, лишённым и прекрасной героини, и хэппи-энда, а для серьёзного прочтения — слишком предсказуемым. Только в 2015 году по книге был снят художественный фильм-фэнтези «Он — дракон», вызвавший всплеск интереса к роману.

## Сюжет
Дракон Арман, умеющий превращаться в человека (вопреки литературным штампам, Арман — тонкая, интеллигентная личность), похищает принцессу Юту, так как обязан выполнить Ритуал — совершить действие, повторяющееся много поколений: съесть похищенную принцессу. Чувствуя, что он не в силах свершить ритуал, Арман надеется на освобождение принцессы благородным рыцарем. Однако принцесса оказывается дурнушкой, и никто не спешит её освобождать. Постепенно между драконом и некрасивой, но тонко чувствующей и умной девушкой зарождается любовь.
Однако, будучи не в силах нарушить существующие каноны и нормы, Арман «выдаёт» Юту замуж за прекрасного принца Остина (разыграв с ним поединок), который выполняет собственный Ритуал: побеждает дракона (пусть и благодаря действиям самого дракона) и женится на «спасённой» принцессе. Остин и Юта становятся королём и королевой. Проходит время, и королевству начинает угрожать морское чудовище. Посредник сообщает, что чудовище не тронет королевство, если король принесет в жертву королеву. Король Остин очень доволен этим, несмотря на то, что все окружение, охрана и армия начинают его презирать. Юту приковывают к скале. Чудовище поднимается из пучины. Узнав об угрожающей Юте гибели, Арман бросается в смертельно опасную схватку с чудовищем.
Финал «Ритуала» — открытый, хотя ситуация, очевидно, имеет счастливое разрешение: предательство Остина очевидно, Арман спас Юту и остался жив после сражения с чудовищем. Авторы дают возможность читателю мысленно продолжить историю дракона и принцессы. Роман кончается схваткой Армана с морским чудовищем, и неизвестно, останется ли Арман в живых (морское чудовище отступило, но дракон серьёзно ранен); неизвестно и то, заживут ли Арман и Юта «долго и счастливо», хотя читатель и подозревает, что, скорей всего, так.

## Художественные особенности
«Ритуал» представляет собой текст-«перевёртыш». Тексты подобного рода встречаются в каждой культуре и в каждом жанре, однако именно потому, что такие сюжеты кажутся простыми, они сложны для исполнения. Читатель легко может угадать, что принцесса и дракон не могут не полюбить друг друга, и Дяченко этого не скрывают, поскольку на этом — раннем — этапе их творчества их интересует прежде всего процесс, а не результат: как меняются герои, постепенно приближаясь к очевидному для авторов и читателей итогу. Уже в том, что такая история оказалась увлекательной, проявляется профессионализм авторов. «Счастливый конец» оказывается единственно возможным, что позволило выйти за пределы, изначально установленные самими же авторами.
В «Ритуале» Дяченко отошли от внешнего действия к внутреннему — и сюжетное напряжение от этого вовсе не уменьшилось. Параллельные сюжетные линии, присутствующие в более раннем произведении Дяченко, «Привратнике», сменились диалогичностью, взглядом на события с двух, словно бы несовместимых точек зрения.
Жанр «Ритуала» близок к волшебной сказке (литературовед Михаил Назаренко называет «Ритуал» красивой обаятельной волшебной сказкой, многие детали которой симпатичны сами по себе и в меньшей мере служат повествованию: пыхтящие бойцовые ежи в сочетании с геральдическими кошками, гнёзда калидонов и др.). Однако Дяченко в этом романе демонстративно «выворачивают наизнанку» сказочный сюжет и впервые в своём творчестве попытались совместить несколько жанров. Обычная фэнтези о принцессах и драконах вдруг переходит в любовный роман, точнее — роман о любви, что не одно и то же. В «Ритуале» удачно объединены мифически-сказочный сюжет о похищении принцессы драконом и реалистические характеры. Характер принцессы-дурнушки по ходу повествования постепенно выстраивается, и она оказывается незаурядной личностью, которая смогла расшифровать тысячелетнее пророчество о драконьем роде, чего не сумели совершить многие поколения до неё.
В «Ритуале» ещё нет чёткой строгости последующих произведений Дяченко — например, «Ведьминого века» и «Пещеры», — каждая подробность в которых может оказаться ключевой; многие подробности здесь рассчитаны на то, чтобы просто вызывать удовольствие у авторов и читателей.
Как и в большинстве других романов Дяченко, финал здесь — это стоп-кадр, роман кончается резкой остановкой, и за его пределами остаётся бесконечность вероятностей, которые неизвестны и самим авторам. Однако в «Ритуале», в отличие от более поздних произведений, эти вероятности касаются только героев, а не мира. Мир в целом прописан в «Ритуале» не очень тщательно и, в отличие от более поздних текстов, существует где-то на краю взгляда: проходя через него, герои меняются, но они не связаны с ним. Этот мир в какой-то мере похож на игрушечный; вместо целостного мира в романе — много разрозненных картинок. Однако этот игрушечный мир населён живыми людьми, психология которых очень значима.
Хронотоп романа по сравнению с исходным комплексом фольклорных мотивов изменён: действие происходит в фэнтезийном мире, по антуражу напоминающем европейское позднее средневековье. В романе присутствуют три локуса, соотносимые с тремя уровнями axis mundi: нижний мир — подводный, в нём обитают морские чудовища; срединный мир (мир людей) представлен тремя дружественными королевствами — Верхней Контой, Акмалией и Контестарией; верхний мир представляет собой небесный мир огнедышащих драконов-оборотней. К героям романа относятся обитатели всех трёх миров, которые объединяет мотив «последний из рода»: Арман, двести первый представитель рода драконов; наследники королевских престолов — сестры-принцессы Юта, Вертрана и Май, принцесса Оливия и принц Остин; наконец, не названный по имени потомок морского чудовища Юкки.

## Проблематика
Основная тема романа — тема роли (или ритуала), которой Дяченко будут верны и в дальнейшем. Мир статичен, так как люди (и другие разумные существа, его населяющие) действуют в рамках изначально заданных ролей. Каждый совершает поступки в согласии с обычаями, законами общества или собственной природой. Отсюда — обречённость героев. Дракону следует съесть принцессу, в результате чего он откажется от самого себя — поэта. Юта должна стать жертвой морского чудовища. Тщательное исполнение ритуала, кто бы этот ритуал ни совершал, нередко показывается в романе как постыдный, нелепый или жуткий поступок. Ритуал съедает человека (подобно тому, как съедает человека Арман или морское чудовище Юкка), лишает его возможности выбора: все действия предрешены заранее. Ритуал слеп и не может принять иной точки зрения, кроме необходимости следовать ему. Ритуал неизменен, а если кто-то пытается от него отказаться — он «выродок» и «ничтожество», даже в собственных глазах.
Если следовать ритуалу, это приводит к гибели человека, а в более поздних романах Дяченко — и к гибели всего мира; пускай речь в них идёт уже не о «ритуалах», но о «стереотипах поведения» – мифологических (в «Ведьмином веке»), психологических или социальных (в «Пещере», «Армагед-доме»). Если не отбросить эти стереотипы, мир обречён. Поэтому важно преодолеть стереотипы, признать свою инакость, собственное отличие от других. И полюбить — ведь особенно ярко человеческую сущность личности у Дяченко проявляет любовь. Любовь — тот выбор, который следует ежечасно подтверждать, поверять — порой вопреки здравому смыслу, инстинкту самосохранения и соображениям высшей целесообразности.
Слепое следование ритуалу разрушает человека, превращает его в бездушное и жалкое существо. Единственной настоящей ценностью в романе является любовь, которая может неузнаваемо преобразить человека и изменить предопределённое судьбой. Так, принцесса Юта, в начале «Ритуала» некрасивая, раздражительная, обладающая дурным характером, впоследствии преображается благодаря силе любви и становится «невыносимо прекрасной». Дракон Арман, постоянно рефлексирующий, ощущающий себя выродком и при этом склонный к милосердию, благодаря любви становится способен на настоящий подвиг. Принц Остин, красивый, благородный, тщательно соблюдающий Ритуал, в конце романа — подлый, обиженный, жалкий.

## Образ Армана
Подобно драконам западного фэнтези (например, драконам Толкина, Ле Гуин, Сапковского), драконы рода Армана — древняя величественная раса. Однако, в отличие от драконов западного фэнтези, драконы «Ритуала» обладают не только даром речи, но и способностью быть человеком, приближающей их к читателю. В то время как драконы рода Армана имеют немало общего с драконами западного фэнтези, последний представитель своего рода Арман в психологическом отношении на них непохож, его образу свойственна романтизация и психологизация. Арман — рефлексирующий «интеллигент», который может вызывать ассоциации с Гамлетом, поэт-мыслитель, терзаемый сомнениями и не решающийся действовать. При этом он оказывается способен к глубокому и сильному чувству и самопожертвованию. 
Дракон Арман в «Ритуале» напоминает героя-интеллигента литературы XX века: неприкаянного, одинокого, отчуждённого. Даже внешность его вызывает ассоциации с таким героем-интеллигентом:  «узколицый темноволосый человек, невысокий, худощавый, чем-то подавленный и удручённый». Армана гнетёт жизнь, и он часто задумывается о смерти. Он абсолютно лишён кровожадности, характерной для его предков. Именуя себя «Арманом» вместо своего первоначального имени «Арм-Анн», он заменяет тем самым древнее родовое имя на имя романтического героя (Арманом звали героя «Дамы с камелиями» А. Дюма, вампира из «Вампирских хроник» Энн Райс). Арман пишет стихи, напоминающие по форме японские хокку, например: «Я поднимаюсь к небесам, // и моя тень лежит в скалах, маленькая, как зрачок мышонка… // Я опускаюсь на землю, и моя тень встречает меня, как мой брат…»
Однако Арман всё же выходит за пределы клише неприкаянного, отчуждённого героя литературы XX века, оказываясь способным на любовь и самопожертвование. Таким образом, психокомплекс героя довольно сложен. По мнению О. Корчевской, Д. Новосёловой, цитирующих в этой связи работу Г. М. Крюковой «Образ дракона в диалоге культур», данный психокомплекс — результат многовекторности русской культуры, которая, с одной стороны, наследует «традиции христианского мировосприятия, с другой — активно развивает сотрудничество с государствами, позитивно относящимися к мифологическим существам, которые привычно издревле оценивались европейцами и славянами как символы агрессии», и в то же время психокомплекс Армана представляет собой продолжение общемировой тенденции переосмысления мифологической сущности дракона, приводящей к тому, что дракон начинает выступать воплощением положительного начала.
Вместе с тем тема драконоборчества в Новое время начинает приобретать новую подоплёку, связываясь с мотивом «внутреннего дракона»: дракон начинает олицетворять алчную и жестокую стороны человека, что определяет нестандартность темы драконоборчества и в романе «Ритуал». Герой-драконоборец (прекрасный принц Остин) оказывается трусом, подлецом и хвастуном, а подлинным бесстрашием обладает дракон Арман. Таким образом, в «Ритуале» распадается традиционная схема битвы героя с драконом, сменяясь двойным «кодом»: дракон выступает против другого чудовища как герой-освободитель возлюбленной, однако он же борется с «внутренним драконом», стремясь быть человеком сугубо в эстетическом принятии этого факта. Авторы не только смешали позиции героя-драконоборца и дракона, но и усложнили образ дракона — и внешнего, и внутреннего.
Нестандартность образа дракона в «Ритуале» обусловлена, вероятно, опытом литературы постмодернизма, для которой характерен интерес к образу Другого. Кроме того, можно отметить опыт литературы модернизма и экзистенциализма, в которой присутствует тема гибели рода, вырождения и отчуждения героя. Преодоление же Арманом отчуждённости благодаря любви и самопожертвованию может быть объяснено высоким этическим цензом русской культуры. Моральный код русской национальной традиции проявляется и в высоком эстетическом значении внутреннего конфликта героя, преодоления им своей «драконьей» сущности.
При этом традиционные в изображении дракона мотивы (место, где он обитает, его функция хранителя сокровищ, агрессия по отношению к людям и др.) в «Ритуале» ослабевают за счёт развития мотива душевных противоречий героя (борьба с «внутренним драконом»). Стремясь преодолеть своего «внутреннего дракона», Арман отказывается от соблюдения ритуала — и от примирения с тяготящим его драконьим законом.

## Издания
- Киев: КРАНГ, 1996 — (серия «Фантоград»), в сборнике «Ритуал».
- М.: АСТ, 2000 — (серия «Заклятые миры 2»), в сборнике «Ритуал».
- М.: Эксмо, 2002 — (серия «Нить времен»), в сборнике «Ритуал».
- М.: Эксмо, 2004 — (серия «Шедевры отечественной фантастики»), в сборнике «Магам можно все».
- М.: Эксмо, 2004 — (серия «Триумвират»), в сборнике «Ритуал».
- М.: Эксмо, 2006 — (серии «Стрела Времени. Миры М. и С. Дяченко», «Стрела Времени»), в сборнике «Ритуал».
- М.: Эксмо, 2009 — (серия «Миры М. и С. Дяченко»), в сборнике «Магам можно все».
- М.: Эксмо, 2010 — (серия «Большая серия русской фантастики»), в сборнике «Хозяин Колодцев».
- М.: Э, 2016 — (серия «Кинофантастика»).

Также роман был издан на польском (2008), украинском (2010, 2015) и чешском (2019) языках.

## Рецепция

### Экранизация
Режиссёром Индаром Джендубаевым по мотивам «Ритуала» была снята фэнтезийная мелодрама «Он — дракон». В написании сценария участвовали и сами Дяченко, но содержание произведения существенно изменилось: история о моральном выборе и нравственном совершенствовании и самопознании героев заменена сюжетом в декорациях восточнославянского фэнтези, больше похожим на сказку «Аленький цветочек», чем на сюжет о драконе-похитителе. Главная героиня — княжна Мирослава — унесена драконом с собственной свадьбы с нелюбимым мужчиной, поскольку жених и его дружина исполнили ритуальную песню-призыв, невольно «вызвав» тем самым дракона. Мирослава пытается научить дракона, который испытывает моральные страдания из-за своей двойственной природы (в отличие от Армана в романе, дракон в фильме меняет облик не по своей воле), жить по-человечески. Постепенно княжна и дракон испытывают пробуждение любовного чувства. В конце фильма вернувшаяся было домой Мирослава совершает окончательный выбор: призывает дракона и улетает с ним на волшебный остров.
Изменения в сюжетно-мотивном плане, отмечающиеся в кинофильме, во многом объясняются медийной сущностью произведения, рассчитанного на простоту восприятия и зрелищность. Кроме того, изменилась и социокультурная ситуация: проблемы поиска собственного пути и соотношения традиций и новаций уже не являются актуальными.
Премьера состоялась 3 декабря 2015 года. Фильм вошёл в тройку самых кассовых российских фильмов в международном прокате в 2016 году. Особую известность фильм приобрёл в Китае, где сыгравшие главные роли в фильме Матвей Лыков и Мария Поезжаева стали национальными героями.

### Песня «Обряд»
В основу песни «Обряд» российской фолк-группы «Мельница» легло стихотворение Н. О’Шей «Обряд» (2015). Эта песня была написана для фильма «Он — дракон», но в конечном счёте в саундтрек не вошла. Однако в ней присутствует смысловое совпадение с сюжетно-мотивным комплексом романа. В основе песни — история серебряного змея и его суженой, при этом подчёркивается инаковость героев: «Мы отвержены — что ж, // Упади же из неба // И у этого мира меня забери». Делается упор на магической сущности змея, который может путешествовать между мирами: «Кто летит за пургой // Из обители молний, // Тот единственный в силах шагнуть через край». О героине в песне говорится в третьем лице, но к концу песни роль повествователя принимает невеста змея («Я стеклянный сосуд со свечою внутри»), которая призывает змея унести ее из чуждого земного мира в мир небесный.